# Niles (Illinois)
Niles ist eine Gemeinde (mit dem Status „Village“) im Cook County im US-amerikanischen Bundesstaat Illinois.
Das U.S. Census Bureau hat bei der Volkszählung 2020 eine Einwohnerzahl von 30.912 ermittelt.
Niles ist Bestandteil der Metropolregion Chicago.

## Geographie
Niles liegt im nordwestlichen Vorortbereich von Chicago am nördlichen Arm des Chicago River. Der Ort erstreckt sich auf einer Fläche von über 15,15 Quadratkilometer. Niles liegt zu gleichen Teilen in der Niles Township und der Maine Township.
Benachbarte Orte von Niles sind Glenview (am nördlichen Ortsrand), Morton Grove (am nordöstlichen Ortsrand), Skokie (am östlichen Ortsrand), Lincolnwood (sieben Kilometer ostsüdöstlich), Norridge (rund acht Kilometer südlich), Park Ridge (an der südwestlichen Stadtgrenze) und Des Plaines (knapp acht Kilometer nordwestlich).
Das Stadtzentrum von Chicago befindet sich etwa 24 Kilometer südöstlich, nach Rockford sind es 125 Kilometer in westnordwestlicher Richtung, Wisconsins Hauptstadt Madison liegt 209 Kilometer nordwestlich und nach Milwaukee sind es 129 Kilometer in nördlicher Richtung.

## Verkehr
Unweit des östlichen Ortsrandes von Niles verläuft die Interstate 94, die die schnellste Verbindung von Chicago nach Milwaukee bildet. In Niles treffen der U.S. Highway 14 sowie die Illinois State Routes 43 und 58 zusammen. Alle weiteren Straßen sind untergeordnete Fahrwege sowie innerstädtische Verbindungsstraßen.
Mit der Milwaukee District/North Line führt eine Linie der METRA, einem mit einer deutschen S-Bahn vergleichbaren Nahverkehrssystem des Großraums Chicago, an der östlichen Ortsgrenze von Niles entlang.
Der O’Hare International Airport von Chicago befindet sich 13,7 Kilometer südöstlich von Niles.

## Demografische Daten
Nach der Volkszählung im Jahr 2010 lebten in Niles 29.803 Menschen in 11.906 Haushalten. Die Bevölkerungsdichte betrug 1967,2 Einwohner pro Quadratkilometer. In den 11.906 Haushalten lebten statistisch je 2,41 Personen.
Ethnisch betrachtet setzte sich die Bevölkerung zusammen aus 76,3 Prozent Weißen, 1,4 Prozent Afroamerikanern, 0,1 Prozent amerikanischen Ureinwohnern, 16,7 Prozent Asiaten sowie 3,4 Prozent aus anderen ethnischen Gruppen; 2,3 Prozent stammten von zwei oder mehr Ethnien ab. Unabhängig von der ethnischen Zugehörigkeit waren 8,7 Prozent der Bevölkerung spanischer oder lateinamerikanischer Abstammung.
16,7 Prozent der Bevölkerung waren unter 18 Jahre alt, 57,6 Prozent waren zwischen 18 und 64 und 25,7 Prozent waren 65 Jahre oder älter. 52,8 Prozent der Bevölkerung war weiblich.

Das mittlere jährliche Einkommen eines Haushalts lag bei 47.495 USD. Das Pro-Kopf-Einkommen betrug 27.520 USD. 7,6 Prozent der Einwohner lebten unterhalb der Armutsgrenze.

## Städtepartnerschaften
Niles unterhält folgende Städtepartnerschaften:
- Pisa, Italien (seit 1991)
- Nafplio, Griechenland (seit 1994)
- Leixlip, Irland (seit 2000)
- Limanowa, Polen (seit 2005)